# Tour della selezione di rugby a 15 del World XV 1989
Il Tour della selezione di rugby a 15 del World XV 1989 è stato un tour della selezione internazionale denominato World XV che ha visitato il Sudafrica nell'agosto del 1989, in occasione del centesimo anniversario della Federazione sudafricana di rugby (SARB).

## Storia
Si tratta di un tour "privato" organizzato, almeno ufficialmente dallo sponsor (First National Bank), che dà anche il nome alla squadra del "World XV". Erano gli anni in cui l'allora Repubblica Sudafricana era sottoposta all'embargo, anche in campo sportivo, per il vigente regime di apartheid. Le prime timide aperture all'integrazione dei giocatori di colore, si erano cominciate ad avere negli anni precedenti.  Ma era un po' troppo poco per permettere un'apertura reale.
Dopo che nel 1976, ai  Giochi Olimpici di Montreal, l'effettuazione di un tour della Nuova Zelanda in Sudafrica aveva provocato il boicottaggio delle nazioni africane alle stesse olimpiadi (chiedevano sanzioni nei confronti della delegazione neozelandese), anche il rugby aveva dovuto inchinarsi alle pressioni della politica.
Nel 1980, il governo Argentino aveva imposto alla federazione di non inviare la nazionale in tour in Sudafrica, diktat aggirato con la creazione di una selezione sudamericana, in realtà basata quasi esclusivamente su giocatori argentini. Selezione costretta poi ad affrontare gli Springboks solo ed esclusivamente fuori dall'Argentina, anche durante la visita degli Springboks del 1980.
Il tour del 1981 in Nuova Zelanda aveva visto gli Springboks contestati da attivisti politici e da parte della popolazione neozelandese, con match annullati, giocatori letteralmente bombardati con sacchi di farina lanciati da aerei durante i match.
A parte un contestato tour dell'Inghilterra nel 1984 nessun tour ufficiale si sarebbe più svolto sino al 1992, quando dopo la liberazione di Nelson Mandela e la fine dell'Apartheid, venne tolto l'embargo.
Per uscire dall'isolamento, lo storico presidente della SARB, Craven, cercò in tutti i modi di organizzare dei tour con squadre considerate "pirata" come quella dei New Zealand Cavaliers in tour nel 1986 o i "South Sea Barbarians" polinesiani del 1987.
Non fece eccezione questa selezione internazionale.

## Risultati
| Durban 19 agosto 1989 | Natal | 20 – 33 | World XV | Kings Park |

| Port Elizabeth 22 agosto 1989 | President's XV | 36 – 13 | World XV |  |

| Città del Capo 26 agosto 1989 | Sudafrica        | 20 – 19 | World XV | Newlands Stadium\| Arbitro: \| Kerry Fitzgerald \| |
| Arbitro:                      | Kerry Fitzgerald |         |          |                                                    |

| Pretoria 29 agosto 1989 | Northern Transvaal | 19 – 32 | World XV | Loftus Versfeld |

| Johannesburg 2 settembre 1989 | Sudafrica        | 22 – 16 | World XV | Ellis Park\| Arbitro: \| Kerry Fitzgerald \| |
| Arbitro:                      | Kerry Fitzgerald |         |          |                                              |